# غيل آن دورسي
غيل آن دورسي (بالإنجليزية: Gail Ann Dorsey)‏ هي مغنية وعازفة قيثارة وموسيقية أمريكية، ولدت في 20 نوفمبر 1962 في فيلادلفيا في الولايات المتحدة.

## وصلات خارجية
- الموقع الرسمي
- غيل آن دورسي على موقع IMDb (الإنجليزية)
- غيل آن دورسي على موقع ميوزك برينز (الإنجليزية)
- غيل آن دورسي على موقع إن إن دي بي (الإنجليزية)
- غيل آن دورسي على موقع ديسكوغز (الإنجليزية)